# Йосс
Йосс (ісп. Yoss), справжнє ім'я Хосе Мігель Санчес Гомес (ісп. José Miguel Sánchez Gómez, 2 квітня 1969, Гавана) — кубинський письменник-фантаст та перекладач. Лауреат низки національних та міжнародних літературних премій, у тому числі французької Премії Жулі Верланже.

## Біографія
Хосе Мігель Санчес Гомес народився в Гавані. Розпочав писати фантастичні твори з 15 років. У 1991 році закінчив біологічний факультет Гаванського університету. З 1994 року Йосс член Спілки письменників та художників Куби. Він випускник першого конкурсу техніки оповіді (1998—1999 роки) Літературного навчального центру імені Хорхе Кардосо. Перший роман під назвою «W» письменник видав у 1997 році. Йосс автор не тільки низки фантастичних романів, повістей та оповідань, а й низки публіцистичних творів. Він засновник науково-фантастичних літературних майстерень «Spiral» і «Open Space». Кубинський письменник також проводив літературні майстер-класи в Чилі, Іспанії, Італії, Андоррі та на Кубі, а також співпрацював із літературними майстернями Оскара Уртадо та Хуліо Верна. Йосс публікувався в низці друкованих та електронних видань Куби, а також у виданнях Аргентини, Італії, Іспанії та Франції. Письменник був членом журі низки літературних конкурсів, зокрема «Dragon 1999», і кількох конкурсів журналу «Technical Youth». з 2020 року Йосс бере участь у міжавторському проєкті світу «Метро 2033», у якому буде відбуватися дія його роману з попередньою назвою «Гайка з лівою наріззю» (ісп. Tuerca de rosca izquierda). Йосс також займається літературним перекладом іспанською мовою фантастичних творів іншомовних авторів. З 2007 року Йосс також вокаліст рок-гурту.

## Премії та нагороди
Ще в 1988 році Йосс отримав кубинську літературну науково-фантастичну премію «Давид». У 1993 році він отримав премію «Революція і культура», а також премію імені Ернеста Хемінгуея. Серед інших кубинських премій письменник у 1995 році отримав премію «Лос Пінос Нуевос», у 1998 році премію імені Луїса Рохеліо Ногераса, та в 2004 році премію «Науково-фантастичний календар».
У 2002 році Йосс отримав іспанську Премію Університету Карлоса III за наукову фантастику. У 2003 році він отримав іспанську літературну премію Політехнічного університету Каталонії за короткий науково-фантастичний роман. У 2005 році він отримав іспанську премію імені Домінго Сантоса. У 2010 році Йосс удруге отримав премію Політехнічного університету Каталонії. У 2013 році письменник отримав французьку Премію Жулі Верланже за роман «Планета в оренду» (ісп. Se alquila un planeta).

## Вибрана бібліографія

### Романи
- 1997 — W
- 1999 — I sette peccati nazionali
- 2000 — Los pecios y los náufragos
- 2001 — El encanto de fin de siglo
- 2002 — Se alquila un planeta
- 2003 — Al final de la senda
- 2004 — La guayaba mecánica
- 2004 — Polvo rojo
- 2005 — Precio justo
- 2007 — Pluma de león
- 2010 — Leyendas de los cinco reinos
- 2011 — Tropas auxiliares
- 2012 — Súper Extra Grande
- 2015 — Ingenieros y jenízaros

### Повісті
- 2004 — Kaishaku
- 2011 — Angélica
- 2011 — Condonautas
- 2013 — La voz del abismo
- 2016 — País grande, país pequeño

### Оповідання
- 1989 — Aclaración
- 1989 — Amo de la obscuridad
- 1989 — Bienvenida a casa
- 1989 — Cacería emocionante
- 1989 — El caso lince
- 1989 — El ultimo halcón
- 1989 — Ella vendrá de nuevo
- 1989 — Historia de gladiadores
- 1989 — Los delfines no son tiburones
- 1989 — Timshel
- 1989 — Una voz dentro de ti
- 1993 — Los meandros de la historia
- 1994 — Trabajadora social
- 1995 — La maza y el hacha
- 1997 — Destrúyenos porque nos amas
- 1998 — El tiempo de la fe
- 1999 — El performance de la muerte
- 1999 — Palindromagia
- 2000 — Para matar al dragon
- 2000 — El Arma
- 2002 — Las chimeneas
- 2003 — El primer viaje de la Argonauta
- 2003 — Ese dia
- 2004 — Elegido para la evolución
- 2004 — La prisión
- 2005 — Ambrotos
- 2005 — Apolvenusina
- 2005 — El efecto Cibeles
- 2005 — Instrucciones secretas para la Misión Alfa: pliego uno
- 2005 — La cumber de la respuesta
- 2005 — Líder de la red
- 2005 — Morfeo verdugo
- 2005 — Una moneda de plata en el bolsillo de la noche
- 2006 — El cateto prohibido
- 2006 — El equipo campeón
- 2006 — El novato del milenio
- 2006 — En el banquete de la alianza
- 2007 — Diccionario Aakwail-terrano
- 2007 — El rostro de Gaya
- 2007 — Rojo rubi
- 2007 — The Red Bridge
- 2008 — Cebos y cazadores
- 2008 — Expreso Habana — Amstelven
- 2008 — Prólogo: el niño inapropiado
- 2008 — Si usted se siente como un dios… (Decálogo de autoayuda para turistas que visitan Shu-Wu-Kun-Lu)
- 2009 — Oferta irresistible
- 2010 — Detector de intrusos
- 2010 — El alunizaje del «change 1 y ½»
- 2010 — La música de las esferas
- 2011 — Cuentan los soldados…
- 2011 — El guardian
- 2011 — Encuentro cercano de quinto tipo
- 2011 — Espuelas de Bicrován
- 2011 — Polizones
- 2011 — Volver a Calaforra
- 2011 — El Sindrome de Shangri-La XIV
- 2012 — Póker para cinco ases y tres comodines
- 2013 — El gran juego
- 2014 — Una guerra para Darwin
- 2015 — Líneas de fractura
- 2017 — Blanco
- 2017 — Los deshauciados
- 2017 — Mousse de biochocolate especial a la solitaria… para dos comensales
- 2018 — Ingeniería inversa de la trascendencia